# Qui a tenté de me tuer ?
Pour plus de détails, voir Fiche technique et Distribution.
Qui a tenté de me tuer ? (titre original : Forgotten Evil) est un téléfilm américain de 2017, écrit et réalisé par Anthony C. Ferrante. Le film a été produit par The Asylum

## Synopsis
Une femme est kidnappée et jetée à l’eau dans un sac. Elle parvient à s’échapper du sac et à survivre, mais n’a aucun souvenir de sa vie passée, pas même son nom. Elle n’arrête pas d’imaginer un homme vêtu de noir qui la poursuit. Est-ce son esprit qui lui joue des tours ? Ou un souvenir de son ravisseur ?

## Distribution
- Masiela Lusha : Renee
- Kyle McKeever : Randy Dumas
- Angie Teodora Dick : Infirmière Mariah McKee
- Adrian Bustamante : Jensen Swain
- Jeff Marchelletta : Dr. Evan Michaels
- Mario Arturo Castillo : Bradley
- Elizabeth Mariano : Ruby
- Theresa Mariano : Infirmière Jeanie
- Malcolm Matthews : Carson
- Tiffani Ann Mills : Tina Tate
- Christopher Pieri : Homme mystère
- Dan L. Porter : Bart
- Megan Stack : Carmen
- Ross Turner : Dr. Walsh
- Stephen L. Wilson : Shérif Buck
- Allison McFarland : Alex - Maître de cérémonie du karaoké
- Terrence Kiriokos : Creepy Guy[1]

## Production

### Tournage
Le tournage a eu lieu à Antioch, en Californie, aux États-Unis. La scène du dîner / bar a été filmée au Riverview Lodge à Antioch.

## Accueil

### Réception critique
Forgotten Evil a un score d’audience de 11% sur Rotten Tomatoes.